# Chicago XXXVII: Chicago Christmas
Chicago XXXVII: Chicago Christmas è il venticinquesimo album in studio (il quarto natalizio) del gruppo musicale statunitense Chicago, pubblicato nel 2019.

## Tracce
1. (Because) It's Christmastime
2. All Over the World
3. Bring My Baby Back
4. Merry Christmas, I Love You (R&B version)
5. What the World Needs Now Is Love
6. All Is Right
7. Sleigh Ride (2019)
8. I'd Do It All Again (Christmas Moon)
9. I'm Your Santa Claus
10. Here We Come a Caroling
11. Merry Christmas, I Love You (ballad version)

## Formazione
- Robert Lamm – tastiera, voce, cori
- Lee Loughnane – tromba, cori
- James Pankow – trombone, cori
- Keith Howland – chitarra, cori
- Ray Herrmann – sassofono, flauto, clarinetto, cori
- Lou Pardini – tastiera, voce, cori
- Walfredo Reyes Jr. – batteria, percussioni
- Neil Donell – voce, cori
- Brett Simons – basso, cori
- Ramon Yslas – percussioni